# Kamienica Rynek-Ratusz 15 we Wrocławiu
Kamienica Rynek-Ratusz 15 – zabytkowa kamienica na wrocławskim Rynku, w północnej pierzei tretu tzw. stronie rymarzy lub stronie złotników. 
Większość kamienic znajdujących się w północnej pierzei tretu ma rodowód sięgający XV–XVII. Pierwotnie były to parterowe drewniane kramy, a następnie piętrowe murowane pomieszczenia mieszkalne przylegające do dwukondygnacyjnej murowanej ściany północnej smatruza. Z biegiem kolejnych lat pomieszczenia przekształcono w wielopiętrowe kamienice. Po 1824 roku, kiedy to zlikwidowano smatruzy, właściciele kamienic z tej strony wykupili od miasta za kwotę 21 000 talarów, jej tereny i przedłużyli swoje budynki na południe. Zachowane z tego okresu zabudowania mają cechy architektury późnoklasycystycznej. 
Działania wojenne podczas II wojny światowej częściowo zniszczyły pierzeję północną. Jej odbudowa została opracowana w 1954 roku przez profesora Edmunda Małachowicza w Pracowni Konserwacji Zabytków przy udziale prof. Stanisława Koziczuka, Jadwigi Hawrylak i Stefana Janusza Müllera.

## Historia kamienicy
W miejscu obecnej kamienicy pierwotnie znajdowały się dwie oddzielne kamienice (15a i 15b) o fasadzie klasycystycznej, choć ich rodowód sięga okresu baroku: w przedniej części znajduje się zasypana barokowa piwnica o wymiarach 5,5 x 9,1 metra. Ściany i sklepienie zostały zbudowane w wątku niderlandzkim (holenderskim). Pierwsza miała szerokość 8,5 metra i powstała w pierwszej połowie XVIII wieku. Była pięciokondygnacyjna, okapowa. Druga o szerokości ok. 5 metrów była czterokondygnacyjna i w formie klasycystycznej powstała ok. roku 1800. W 1825 oba budynki zostały przebudowane i połączone w jedną kamienicę.  

## Po 1945
Podczas działań wojennych w 1945 roku kamienica nie uległa większym zniszczeniom. Podczas jej remontu przeprowadzonego pod okiem architekta Stanisława Koziczuka kamienica została obniżona do czterech kondygnacji i pokryta dwukondygnacyjnym dachem mansardowym; w osi został dodany szczyt z trójkątnym tympanonem.  